# Hot Space Tour
Hot Space Tour bylo koncertní turné britské rockové skupiny Queen k albu Hot Space, probíhající v roce 1982. Turné bylo zahájeno 9. dubna 1982 koncertem ve Švédsku, následovalo 29 dalších koncertů po , poté se kapela přesunula do Severní Ameriky, kde odehrála 33 vystoupení a 6 závěrečnými koncerty bylo turné ukončeno v Japonsku. Plánovaný seznam koncertů byl několikrát upravován. První ze změn bylo zrušení plánovaného koncertu v Royal Albert Hall v Londýně kvůli tomu, že hala se nedokázala přizpůsobit váze osvětlovací soupravy. Druhou změnou byly dva přesunuté koncerty v Anglii. Koncert v Leedsu se původně měl konat na Old Trafford v Manchesteru a koncert Milton Keynes se měl konat na stadionu Arsenal v Londýně. Koncerty byly přesunuty kvůli možným stížnostem na hluk od místních obyvatel.
V roce 2004 bylo vydáno DVD, obsahující záznam koncertu ze dne 5. června 1982 v Milton Keynes Bowl jako koncertní album Queen on Fire – Live at the Bowl.
Během americké části Hot Space Tour byly odehrány poslední koncerty v USA v původním složením kapely (s Freddiem Mercurym a Johnem Deaconem). Brian May a Roger Taylor v USA vystoupili až s Paulem Rodgersem na turné Queen + Paul Rodgers.

## Setlist
Toto je obvyklý setlist, seznam písní, které byly hrány na koncertě v rámci Hot Space Tour. Na jednotlivých koncertech se setlisty mohly mírně lišit:
1. „Flash“
2. „The Hero“
3. „We Will Rock You"
4. „Action This Day"
5. „Play the Game“
6. „Staying Power“
7. „Somebody To Love“
8. „Now I'm Here“
9. „Dragon Attack“
10. „Now I'm Here"
11. „Love Of My Life“
12. „Save Me“
13. „Back Chat“
14. „Get Down, Make Love“
15. kytarové sólo
16. „Under Pressure“
17. „Fat Bottomed Girls“
18. „Crazy Little Thing Called Love“
19. „Bohemian Rhapsody“
20. „Tie Your Mother Down“
Přídavek
21. „Another One Bites the Dust“
22. „Sheer Heart Attack“
Přídavek
23. „We Will Rock You“
24. „We Are the Champions“
25. „God Save the Queen“